# Jane Eyre (film 2011)
Jane Eyre – brytyjsko-amerykański dramat filmowy z 2011 roku w reżyserii Cary’ego Fukunagi. Ekranizacja klasycznej powieści Charlotte Brontë pt. Dziwne losy Jane Eyre, wydanej w 1847 roku.

## Fabuła
Osierocona Jane Eyre (Mia Wasikowska) została oddana pod opiekę pani Sary Reed, żony wuja. Nowa rodzina jej jednak nie lubiła i trafiła do szkoły Lowood. Spędziła w niej osiem lat, pracując pod koniec jako nauczycielka. Pragnąc się usamodzielnić przyjmuje posadę guwernantki w posiadłości Thornfield. Ma uczyć Adelę, córkę dawnej kochanki właściciela, Edwarda Rochestera (Michael Fassbender). Jane, choć bez majątku i pozycji, uważa się za równą Rochesterowi. Nie idzie pod tym względem na żadne ustępstwa, czym zjednuje sobie jego szacunek. Nie tylko – z czasem zaczyna łączyć ich uczucie. Na drodze do szczęścia jest jednak przeszkoda – obłąkana żona Rochestera.

## Obsada
- Mia Wasikowska jako Jane Eyre
- Michael Fassbender jako Edward Fairfax Rochester
- Jamie Bell jako John Rivers
- Judi Dench jako pani Fairfax
- Sally Hawkins jako pani Reed
- Simon McBurney jako pan Brocklehurst
- Imogen Poots jako Blanche Ingram
- Sophie Ward jako panna Ingram
- Holliday Grainger jako Diana Rivers
- Tamzin Merchant jako Mary Rivers

i inni

## Produkcja
Zdjęcia do filmu kręcono na obszarze trzech angielskich hrabstw. Do lokalizacji wykorzystanych przez filmowców należały:
- Derbyshire (m.in. Haddon Hall(inne języki), Chatsworth House, White Edge Lodge, Wingfield Manor);
- Hertfordshire (Wrotham Park(inne języki));
- Oxfordshire (Broughton Castle)[1][2].